# Adrar Bous
Der Adrar Bous (auch Adragh Bous) ist ein 1123 m hoher Berg im Hochgebirge Aïr in Niger.

## Geographie
Der Adrar Bous ist ein schwarzer Pluton am nordöstlichen Rand des Aïr. Er ist von der Wüste Ténéré umgeben. Der Berg liegt im Gebiet der Landgemeinde Iférouane in der Region Agadez. Er gehört zum UNESCO-Welterbe Naturschutzgebiet Aïr und Ténéré. Südwestlich des Adrar Bous erhebt sich der Mont Gréboun (1944 m).
Der Berg hat eine elliptische Form, die eine Fläche von 16 mal 10 Kilometern bedeckt. Zwei Fünftel der Oberfläche bestehen aus basischem Gestein, das eine bogenförmige Niederung bildet, die im Westen von Monzoniten und im Norden und Osten von alkalinen und peralkalinen Graniten begrenzt wird.
Der Adrar Bous ist ein Refugium für paläarktische Zugvögel inmitten der Wüste. Es wurde die Schlangenart Psammophis aegyptius beobachtet. Für den Berg typische Gehölzpflanzen sind Acacia ehrenbergiana und Acacia raddiana. Charakteristische krautige Pflanzen sind die Alexandrinische Senna (Cassia senna), die Koloquinte (Citrullus colocynthis) und mehrere Fagonia-Arten.

## Geschichte und Kultur

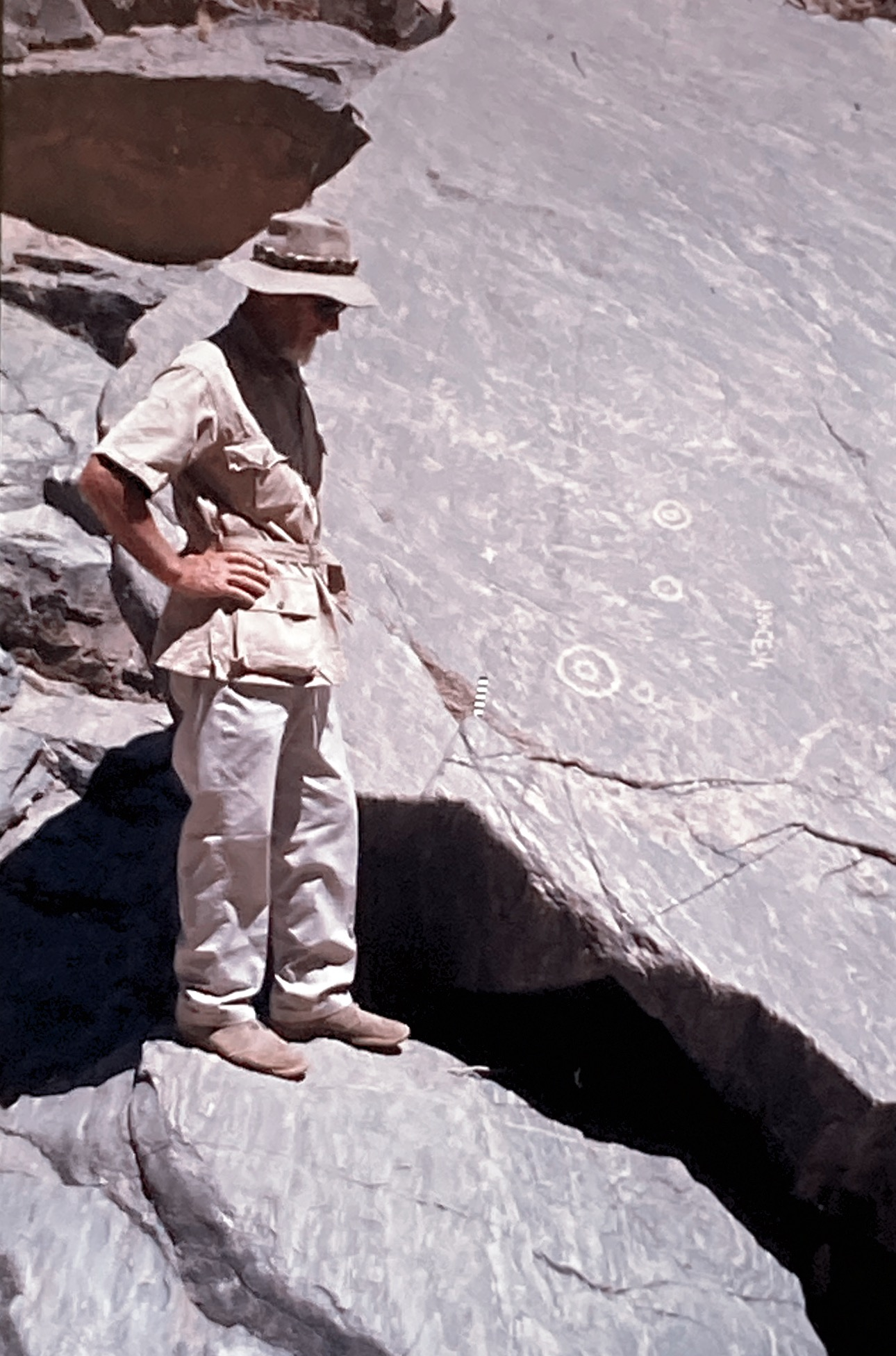
Der Archäologe John Desmond Clark vor Sahara-Felsbildern im Adrar Bous

Der isoliert gelegene Berg war in der Jungsteinzeit besiedelt, wie Fundorte mit 10.000 Jahre alten menschlichen Spuren beweisen. Es wurden Pfeilspitzen und Werkzeuge gefunden, ferner Sahara-Felsbilder, 9500 Jahre alte Keramik und ein 6000 Jahre altes Rindergrab.